# Мазбаев, Нуркен Калдыбекович
Нурке́н Калдыбе́кович Мазба́ев (каз. Нұркен Қалдыбекұлы Мәзбаев; род. 4 июня 1972, Джамбул) — казахстанский футболист, нападающий. Двукратный чемпион страны (1996 и 2000) и трёхкратный обладатель Кубка Казахстана (все титулы с разными командами).

## Карьера

### Клубная
Первым профессиональным клубом был «Тараз». В 20 лет дебютировал в чемпионате Казахстана. Стал чемпионом Казахстана в сезоне 1996 года и лучшим бомбардиром чемпионата в 1995 (19 голов) и 1997 году (16 голов). После 6 сезонов в «Таразе», выиграв с ним ещё две серебряные медали (1995 и 1997), Мазбаев ушёл в кызылординский «Кайсар» с вратарём с Воскобойниковым — лучшим футболистом сезона.
В «Кайсаре» стал финалистом Кубка Казахстана 1998 года и выиграл Кубок Казахстана 1999.
С астанинским «Женисом» стал снова чемпионом страны в 2000 году, а с алматинским «Кайратом» выиграл Кубок Казахстана 2001.
Затем перешёл в «Тобол», был капитаном команды. 2 июня 2003 года стал первым футболистом в составе «Тобола», который забил в еврокубках.
В 2004 году окончательно вернулся в родной клуб «Тараз» и 11 ноября на центральном стадионе Тараза забил единственный победный гол алматинскому «Кайрату» в финале Кубка Казахстана.
Закончил карьеру в 2007 году. Всего в чемпионате Казахстана провёл за 16 сезонов (1992—2007) 400 матчей и забил 142 гола. Четвёртый в истории по результативности в чемпионате Казахстана после Нурбола Жумаскалиева и земляков Мурата Тлешева и Олега Литвиненко.

### В сборной
В сборной сыграл 13 матчей, забил 2 гола. Закрепиться в составе помешала травма.

### Тренерская
После завершения карьеры стал спортивным директором в «Таразе».
С 2008 года по 2009 год тренировал клуб Первой лиги ОСШИОСД. Затем его назначили помощником главного тренера в юношеской сборной Казахстана.
В 2010 году стал помощником главного тренера в родном «Таразе».
В 2015—2016 был тренером сборной Казахстана по футболу.
В мае 2017 года стал ассистентом Виктора Пасулько в кокшетауском «Окжетпесе».
В январе 2018 года стал тренером-селекционером, а затем спортивным директором родного клуба «Тараз», выступавшего в первой лиге. С июня после ухода Ваита Талгаева назначен главным тренером команды. Сумел со второго места вывести команду обратно в Премьер-лигу. Но в клубе не остался.
В июле 2019 года был назначен спортивным директором пятикратного чемпиона Казахстана столичной «Астаны».

## Достижения

### Игрок
«Тараз»
- Чемпион Казахстана: 1996
- Вице-чемпион Казахстана: 1995, 1997
- Обладатель Кубка Казахстана: 2004

«Кайсар»
- Финалист Кубка Казахстана: 1997/98
- Обладатель Кубка Казахстана: 1998/99

«Женис»
- Чемпион Казахстана: 2000

«Кайрат»
- Обладатель Кубка Казахстана: 2001

### Тренер
«Тараз»
- Победитель Первой лиги Казахстана: 2018